# Eta Geminorum
Eta Geminorum (kurz η Gem; auch: Propus, ursprünglich griechisch für „vorderer Fuß“) ist ein ca. 380 Lichtjahre entferntes Sternsystem im Sternbild Zwillinge. Seine Hauptkomponente ist ein Roter Riese des Spektraltyps M3. Eta Geminorum ist des Weiteren ein halbregelmäßig veränderlicher Stern, dessen scheinbare Helligkeit mit einer Periode von 233 Tagen zwischen 3,15 mag und 3,9 mag schwankt.
Eta Geminorum kann als ekliptiknaher Stern vom Mond und (sehr selten) von Planeten bedeckt werden. Die letzte Bedeckung durch einen Planeten erfolgte am 27. Juli 1910 durch den Planeten Venus, die vorletzte am 11. Juli 1837 durch Merkur.
Der Stern trägt auch den historischen Eigennamen Tejat Prior.

## Eigenschaften
Bei Eta Geminorum handelt es sich um ein Dreifachsternsystem. Dabei ist das System so aufgebaut, dass die Komponente A selbst wiederum ein Spektroskopischer Doppelstern ist, wobei Komponente Aa der Rote Riese ist mit einer Masse von 6,3 M☉. Der Begleiter Ab hat wohl eine Masse von etwa 2,1 M☉ und der dritte Stern, Komponente B, von 1,2 M☉. Über die Komponenten Ab und B ist wenig bekannt, da sie vom Roten Riesen Aa überstrahlt werden.